# Justo Briceño Otálora
Justo Briceño Otálora (Mérida, Capitanía General de Venezuela, Imperio español, 17 de julio de 1792-Caracas, Estados Unidos de Venezuela, 2 de abril de 1868) fue un militar venezolano que participó en la Independencia de Venezuela y Nueva Granada (actual Colombia). Fue gobernador de Zulia entre 1821 y 1827 y ocupó la gobernación de la Provincia de Socorro del 1 de noviembre de 1830 al 3 de mayo de 1831.

## Biografía

### Guerra de independencia

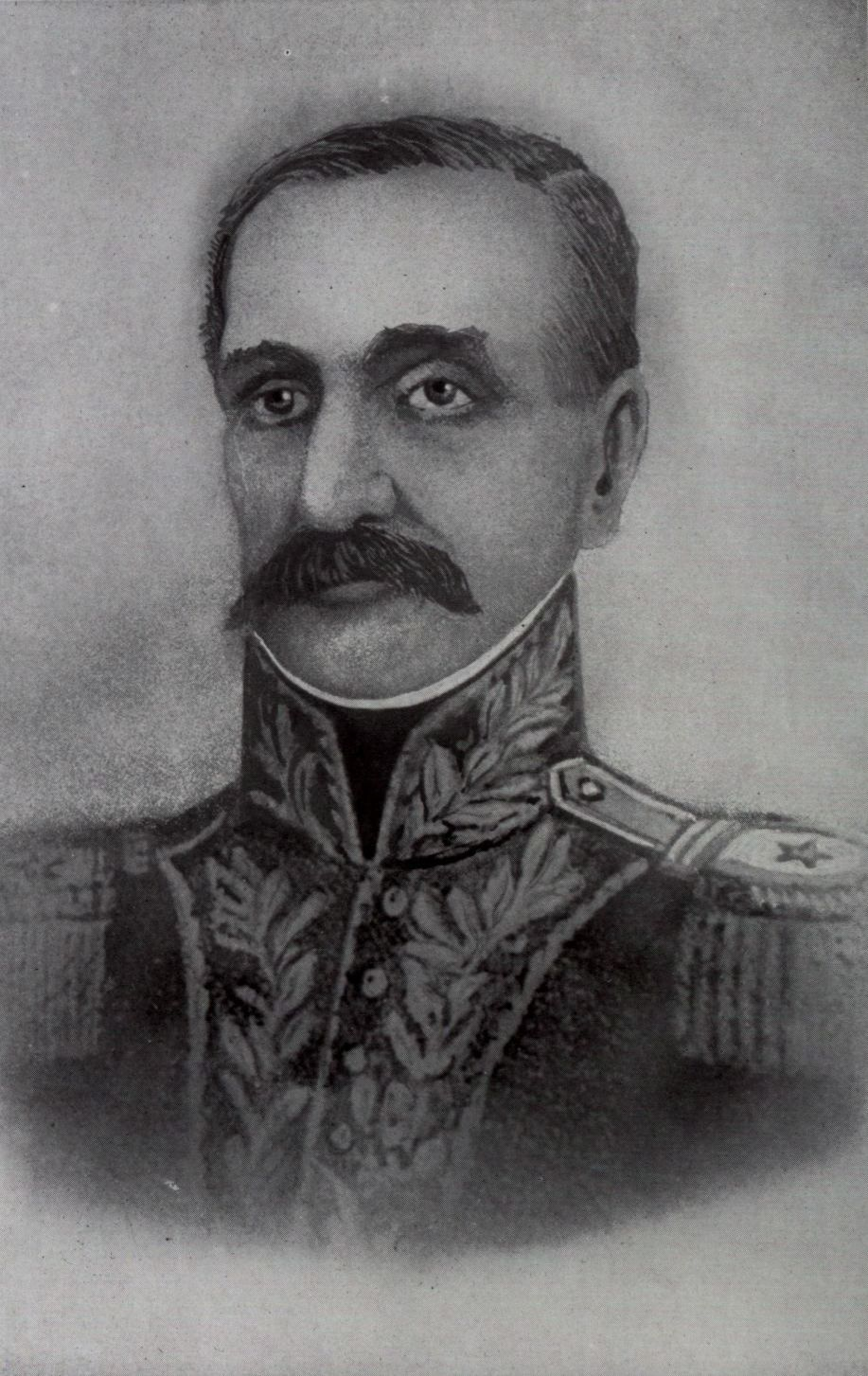
Retrato de Justo Briceño

Era hijo de Eugenio Briceño Peralta y María Teresa Otálora Uzcátegui. Terminó sus estudios en Caracas y en 1810 ingresó al ejército. Estuvo bajo el mando de Francisco de Miranda durante la Guerra de Independencia de Venezuela, participando en la Campaña de Valencia.
El 3 de febrero de 1814 recibió su primera herida en combate, al resultar herido en la batalla de La Puerta, a las órdenes de Simón Bolívar. Volvió a ser herido en la batalla de Carúpano el 1 de junio de 1816, en Los Alacranes y en la batalla del Pantano de Vargas. Se casó en 1819 en la Villa del Socorro de Cúcuta con Concepción Fernández. Volvió a casarse en Puerto Cabello en 1848 con María Ignacia Arraiz, quien lo demandó por bígamo. No dejó hijos y murió al cuidado de las hijas de su pariente, el coronel Antonio Nicolás Briceño, también conocido como el Diablo Briceño.
Fue gobernador del Zulia entre 1821 y 1827. Rafael Urdaneta lo nombró comandante de la división Boyacá y con ella sostuvo al gobierno, conjurando la sublevación de Vélez, que depuso al gobernador de Socorro, Ramón Ponce, y que lo convirtió en jefe civil y militar de la Provincia. Al mando de sus tropas, cuyo cuartel trasladó de Cúcuta a Sogamoso, atacó la División Casanare que se había sublevado y se dirigía a Bogotá. Briceño sufrió bajas sensibles y fue perseguido hasta Cerinza, donde resultó derrotado y emprendió la fuga con 300 hombres.

### Era republicana
Manifestó su inconformidad constante por la separación de Urdaneta del poder y desconfió plenamente del gobierno del presidente Domingo Caicedo y Santa María, por lo que participó en varias juntas militares revolucionarias que diseñaron peticiones al Presidente para modificar lo que no les gustaba del gobierno. Con la desactivación de la División Callao, Briceño pidió pasaporte para ir a Venezuela. Promovió en Venezuela la Revolución de las Reformas, pero fue derrotado y se vio obligado a exiliarse en Curazao. Posteriormente apoyó al presidente José Tadeo Monagas contra la sublevación de José Antonio Páez, siendo jefe de operaciones y resultado victorioso, lo que le mereció el ascenso a general de división. Más tarde traicionó a Monagas y ayudó a deponerlo, lo que le mereció un puesto como consejero de gobierno  arrestando a José Gregorio Monagas y a varios de sus partidarios, como el comandante Ruperto Monagas y el coronel Francisco J. Oriach, y los condujo presos desde Barcelona hasta La Guaira en un buque de guerra. 
Elegido diputado por la provincia de Caracas a la Convención Nacional, cuyas sesiones se inician en Valencia el 5 de julio de 1858, asiste a la misma y participa en los debates, hasta que estos se cierran a comienzos de 1859. En septiembre de 1863, culminada la Guerra Federal, en la cual tuvo participación activa, es ascendido al grado de general en jefe como un reconocimiento a sus servicios. Durante los últimos años de su vida, que transcurrieron en Caracas, estuvo bajo el cuidado de sus primas María Ignacia e Isabel Briceño Jerez, hijas del coronel Antonio Nicolás Briceño y de Dolores Jerez Aristeguieta. El 24 de agosto de 1868 fallece en la parroquia Sagrario de Caracas, Dolores Gandiria Briceño Capriles, natural de Curazao e hija natural de Rita Capriles e hija adoptiva del General Justo Briceño. Sus restos reposan en el Panteón Nacional desde el 21 de mayo de 1873.